# Mansuphantes rectilamellus
Mansuphantes rectilamellus es una especie de araña araneomorfa del género Mansuphantes, familia Linyphiidae, orden Araneae. La especie fue descrita científicamente por Deltshev en 1988.

## Descripción
El cuerpo del macho mide 2,2 milímetros de longitud.

## Distribución
Se distribuye por Italia, Macedonia del Norte y Bulgaria.